# Hermann Neubert (Bibliothekar)
Herrmann Neubert (* 9. Dezember 1892 in Leipzig; † 20. April 1980 in Berlin) war ein deutscher Bibliothekar und Direktor der Technischen Hochschulbibliothek Berlin, Leiter der Sächsischen Landesbibliothek in Dresden sowie Leiter der Bibliothek der Technischen Universität Berlin-Charlottenburg.

## Leben und Wirken
Herrmann Neubert wurde am 9. Dezember 1892 als Sohn des Postsekretärs Emil Neubert und dessen Frau Emma Johanna Maria in Leipzig geboren. Schüler war er an der Bürgerschule in Oschatz. 1912 absolvierte Neumann sein Abitur an der Fürsten- und Landesschule Grimma.
Während des Ersten Weltkriegs meldete sich Neubert 1914 freiwillig für den Kriegsdienst, wurde nach einer schweren Verwundung, bei der er seine rechte Hand verlor, im März 1915 jedoch wieder aus dem Kriegsdienst entlassen. Nach seiner Entlassung aus dem Kriegsdienst studierte Neubert in Leipzig Mathematik, Geografie und Physik. 1919 promovierte er mit der Thematik „Karte der Grundsteuer-Reinerträge des Ackerlands von Rheinland und Westfalen“. Anschließend an seine bibliothekarische Fachprüfung, trat Herrmann Neubert 1921 in die Sächsische Landesbibliothek ein.
Neubert wechselte zum 1. November 1929 auf die neu bewilligte Bibliothekarstelle an der Bibliothek der Technischen Hochschule Dresden und wurde ihr erster hauptamtlicher Direktor.
1933 kehrte Neubert als Oberbibliothekar, als stellvertretender Direktor, an die Sächsische Landesbibliothek zurück. Dort veranlasste er die Verbesserungen der Räumlichkeiten, unter anderem durch die Trennung von Ausleihe und Lesesaal. Zudem wurde unter Neubert eine Leseraum-Handbibliothek und eine studentische Bücherei mit 3500 Bänden im Studentenhaus Mommsenstraße errichtet. Am 28. Juni 1937 beantragte er die Aufnahme in die NSDAP und wurde rückwirkend zum 1. Mai desselben Jahres aufgenommen (Mitgliedsnummer 4.763.713). 1939 übernahm er dann die vollständige Leitung der Sächsischen Landesbibliothek bis 1945.
Neubert arbeitete daran, den Bibliotheksstandort im Japanischen Palais auszubauen. In den Jahren als Leiter der Sächsischen Landesbibliothek versuchte Neubert auch den Einfluss der NSDAP innerhalb der Bibliothek, durch zum Beispiel Betriebsappelle, zu erweitern. Diese Hörigkeit gegenüber dem NS-Regime kam der Bibliothek zugute, da sie in den Augen des Regimes als problematische Zuflucht für systemkritische Mitarbeitende und Nutzende gesehen wurde. Zwar wurde dieser Status als Refugium durch die Zensur und die Eingriffe des NS-Regimes sowie die Anbiederung Neuberts an das Regime abgeschwächt, blieb aber weiterhin bestehen. Neubert wurde aber als „serviler Direktor der Bibliothek“ angesehen, was auf seine Hörigkeit dem NS-Regime gegenüber hindeutet. Auch in dieser Zeit, ähnlich wie zu Bollerts Zeiten, fügte sich die Landesbibliothek unter der Leitung Neuberts den Anordnungen des Volksbildungsministeriums. Widerstand wurde größtenteils nur gegenüber zu starken Eingriffen und Provokationen von NSDAP-Parteimitgliedern gezeigt.
In den Kriegsjahren arbeitete Neubert mit seinen Mitarbeitenden daran, die Bestände der Sächsischen Landesbibliothek an sichere Orte zu bringen, die vor Bombenangriffen geschützt waren. Nach dem Ende des Krieges wurde Herrmann Neubert im Zuge der Verordnung der Landesverwaltung Sachsen über Beschäftigung im öffentlichen Dienst am 31. Oktober 1945 aus dem Dienst in der Sächsischen Landesbibliothek entlassen, nachdem bereits einige Mitarbeitende den Dienst freiwillig verlassen hatten.
Nach einer kurzen Anstellung bei einer Tiefbaufirma übernahm Neubert 1950 die Direktion der Bibliothek der Technischen Universität Berlin. Der Bestand dieser Bibliothek wurde durch den Krieg fast vollständig zerstört. Neubert legte bis zu seinem Ruhestand 1958 den Grundstein für den Wiederaufbau der größten Büchersammlung auf technisch-naturwissenschaftlichem Gebiet in Berlin.
Für sein bibliothekarisches Wirken wurde er 1962 durch die Verleihung des Bundesverdienstkreuzes erster Klasse geehrt. Am 20. April 1980 verstarb Herrmann Neubert in Berlin.

## Schriften (Auswahl)
- Zur Geschichte der Sächsischen Landesbibliothek. Leipzig 1936.
- (Hrsg.): Festschrift Martin Bollert zum 60. Geburtstage. Dresden 1936.